# Асахі (Міє)

Аса́хі (яп. 朝日町, あさひちょう, МФА: [asaçi̥ t͡ɕoː]?) — містечко в Японії, в повіті Міє префектури Міє. Розташоване в північній частині префектури, в гирлі річки Інабе. Отримало статус містечка 1954 року. Площа становить 5,99 км². Станом на 1 серпня 2011 року населення складало 9831  осіб, густота населення — 1640 осіб/км².   